# 埃西乡
埃西乡（藏語：རྔེ་གཤེས་，威利转写：rnge gshes）是中国西藏自治区昌都市卡若区下辖的一个乡，位于区境东南部，地处横断山区，交通和通讯不便，是一个以牧为主的半农半牧乡，总面积422.93平方千米，2000年人口4295人。
2008年，下辖10个村委会：漠巴村、向尼村、达青村、岗村、帮迪村、亚玛村、热西村、娘达村、哈拉村、蒙普村。